# Komáromi hajógyár
A Komáromi hajógyár (szlovákul: Slovenské lodenice Komárno, rövidítve SLKB) Szlovákia egyetlen hajógyára, amely jelenleg elsősorban teherszállító hajók gyártásával és javításával foglalkozik. A komáromi régió egyik legfontosabb munkaadója.

## Története
A folyami hajózás elterjedése és térhódítása a Magyar Folyam- és Tengerhajózási Részvénytársaságot – MFTR arra ösztönözte a 19. század végén, hogy egy téli kikötőt és hajógyárat létesítsen Budapest és Bécs között.
A Wellisch Hugó által felépített, modern hajógyárban 1898-ban 140 munkás kezdett hajóépítéssel és gyártással foglalkozni. A hajólift építését 1902-ben fejezték be, ekkor kezdődött meg az acélhajók gyártása. Az itt javított hajók közül a Győr, Pontius, Medve, Margit, Imre, Kékes, Mátra a legismertebbek. A Petőfi nevű lapátkerekes gőzöst pedig Komáromban gyártották.
Az első világháború előtt 260-ra bővült az alkalmazottak száma.
A MFTR 1895. évi megalakulása után rövidesen megvásárolt két hajójavító telepet, a hajópark javítása és karbantartása céljából.  Az egyik a MÁV bázisi hajóműhelye, a másik a Magyar Gőzhajózási Társaság  győri hajóépítő és javító telepe volt. A bázisi műhelyet rövidesen Orsovára telepítették, a győri üzemet pedig 1898-ban Komáromba helyezték át, az ottani téli kikötő területére. Komárom városa hatvanéves időtartamra, bér nélkül a MFTR rendelkezésére bocsátotta az Erzsébet sziget nagy részét.
Még 1898-ban felépítettek több épületet. Ezek: a Gépműhely, a kárpitos és asztalos műhely, az ácsműhely, a kovács műhely, az öntöde és a kazánház. A győri műhelyből átvitt műszaki felszerelések  mellett új szerszámokkal és munkagépekkel a MFTR itt végezte a jelentősebb és igényesebb javításokat. Új hajó is épül, a Petőfi lapátkerekes személyhajó, továbbá 14 darab 150 tonnás uszály, 10 darab 475 tonnás uszály, 17 darab 714 tonnás uszály, 3 darab állóhajó, 6 sárdereglye, 12 csőponton (kikötőponton), 22 kikötőhíd.
1914-ben a MFTR a 10 millió koronás tökéjét 25 millióval felemelte. A részvények jelentős részét az állam vásárolta meg. Ez nagy mértékben elősegítette nem csak a hajózás, hanem a komáromi hajógyár fejlesztését is. Többek között egy 3 tonnás forgódaru építésére is  lehetőség nyilt. A gyárban 1915-ben egy műhelyhajót építettek, mely az Al-Dunán végezte a hadi szolgálatos hajók javítását és karbantartását. Majd 1918-ban megkezdődött az A III., A IV. és A V. jelű személyhajók testének építését, amelyekhez a hajógépeket a Ganz-Danubius szállította Az egyik személyhajó, a Szent László építését már az újpesti műhelyben fejezik be.
1919-ben a komáromi műhely szakmunkásainak jelentős része az 1918-ban létesített újpesti hajóműhelyben folytatta munkáját. A gyár a csehszlovák állam tulajdonába került, és a Škoda Művek bérelte. Tovább folyt a hajóépítés a gyárban.
Az 1938. november 2-án aláírt bécsi megállapodás után a gyár ismét a MFTR tulajdonába került. 1940 tavaszán nagyarányú építkezés indult meg. A régi épületeket lebontották. A sólyatér előtt öt, egymáshoz szorosan kapcsolódó 12x25 m alapterületű műhelycsarnokot építettek. A sziget csúcsán egy 12x20 méter alapterületű műhely épült az ács- és az asztalos műhelyek számára, továbbá a sziget nagy Duna felőli oldalán egy új sólyapályát építettek az javítandó uszályok kihúzásához és vízre bocsátásához. 
Ezek az építkezések még 1940-ben befejeződtek, és 1941-ben már teljes kapacitással működhetett a gyár. A Lehel motoroshajó és több más hajó átépítése mellett 1944-ig két új al-dunai vontatóhajó épül a gyárban, a Komárom és az Eger.

## Termékei
- Rhein-M - 3800 tdw teherbírással (ebből fejlesztették ki az Amisia típust)
- Amisia - 2010-es fejlesztésű, 3800 tdw teherbírással
- Jümme - 3550 tdw teherbírással
- Jümme L - 4200 tdw teherbírással
- Maas - 2600 tdw teherbírással
- Main - 2920 tdw teherbírással
- Leda - 3630 tdw teherbírással, saját darukkal

## Legutolsó hajói
- Marten - Amisia típus - 2012, május
- Santa Helena I - Amisia típus - 2012, március
- RMS Bremen - Amisia típus - 2012, január
- RMS Rotterdam - Amisia típus - 2011, augusztus
- Wilson Alicante - Jümme L típus - 2010, november
- Wilson Almeria - Jümme L típus - 2010, október
- Niklas - Rhein-M típus - 2010, július
- Wilson Astakos - Jümme L típus - 2010, július
- Helen Anna - Rhein-M típus - 2010, május
- Wilson Avonmouth - Jümme L típus - 2010, április
- Echion - Rhein-M típus - 2010, április
- Butes - Rhein-M típus - 2010, február
- Wilson Algeciras - Jümme L típus - 2010, január
- Melas - Rhein-M típus - 2009, december
- Wilson Amsterdam - Jümme L típus - 2009, október
- Rodau - Rhein-M típus - 2009, október
- Peleus - Rhein-M típus - 2009, október
- Anmare - Rhein-M típus - 2009, szeptember
- Theseus - Rhein-M típus - 2009, június
- Telamon - Rhein-M típus - 2009, május
- Wilson Aberdeen - Jümme L típus - 2009, február
- Wilson Ayr - Jümme L típus - 2008, december
- Anmiro - Rhein-M típus - 2009, december
- Pollux - Rhein-M típus - 2009, november
- Imel Abdena - Jümme L típus - 2009, augusztus
- Nestor - Rhein-M típus - 2009, július

## Külső hivatkozások
- SLKB
- Az SLKB által gyártott teherszállító hajók
- A középeurópai hajógyárak története